# Adelpha fessonia
Adelpha fessonia là một loài bướm ngày thuộc họ Nymphalidae. Loài này có ở Panama phía bắc through Trung Mỹ to México. It là một periodic resident in the lower Rio Grande Valley, Texas.
Sải cánh dài 56–70 mm.
In Texas, the larvae feed on Celtis lindheimeri.